# Puma Swede
Puma Swede (Estocolmo, 13 de Setembro de 1976) é uma atriz pornô e stripper sueca. Desde 2005 ela tem surgido em torno de 70 filmes.
Ela é de ascendência finlandesa, tendo ambos os seus pais emigrado para a Suécia a partir da Finlândia. Ela reside na Califórnia, nos Estados Unidos, desde 2004, e atualmente é noiva do ator pornô Keiran Lee.
Swede já trabalhou em um representante comercial de computadores na Suécia e mais tarde como uma modelo fotográfica antes de passar em filmes adultos. Ela inicialmente só fazia performances em cenas de menina-moça, mas fez sua estréia de garoto-garota assumida em 2005 no vídeo School of Hardcore no estúdio AntiInnocence Video, com quem ela tinha um contrato executante. Em 2005 Catalina Cruz's Fantasy Girl Entertainment assinou um contrato de dois anos para tratar o marketing do seu site oficial através do seu programa afiliado FantasyGirlRevenue.com. Ela também apareceu na revista Score.
Ela recebeu uma nomeação para o AVN Award 2009 de Web Starlet Of The Year, e uma nomeação do XBiz Award de Web Babe/Starlet do ano.

## Filmografia (parcial)
| Título do Filme             | Produtora                                     | Ano  |
| All Ditz and Jumbo Tits # 2 | Juicy Entertainment/Kelly Madison Productions | 2006 |
| All Ditz and Jumbo Tits # 3 | Juicy Entertainment/Kelly Madison Productions | 2007 |
| MILF Soup                   | Bangbros                                      | 2007 |
| MILF Lessons # 16           | Bangbros                                      | 2008 |
| All Ditz and Jumbo Tits # 8 | Juicy Entertainment/Kelly Madison Productions | 2008 |
| MILF's Like it Big # 4      | Brazzers                                      | 2008 |
| Mommy Got Boobs # 2         | Brazzers                                      | 2008 |
| Tits and Tugs # 3           | The SCORE group                               | 2009 |
| XXX Top Models              | Suze Randall Productions                      | 2009 |
| Can he Score # 6            | Bangbros                                      | 2010 |
| Bang Bus # 31               | Bangbros                                      | 2010 |
| Driven to Ecstasy           | Abigail Productions                           | 2010 |